# Virtuelles Altstadtmodell Frankfurt am Main
Das Virtuelle Altstadtmodell Frankfurt am Main ist ein Projekt zur computergestützten dreidimensionalen Visualisierung der im Zweiten Weltkrieg zerstörten Altstadt der Stadt Frankfurt am Main. Es entstand ab 2003 und wurde im April 2011 der Öffentlichkeit zugänglich gemacht. Mittlerweile ist die Seite jedoch nicht mehr aufrufbar.
Grundlage ist das 1926 bis 1955 entstandene Altstadtmodell der Brüder Treuner, aber auch zeitgenössische Photographien, Zeichnungen und Aquarelle. Zeitlich gibt das Modell den unversehrten Zustand der Stadt vor den ersten schweren Bombenangriffen des Jahres 1943 wieder.

## Motivation, Entstehung und Geschichte

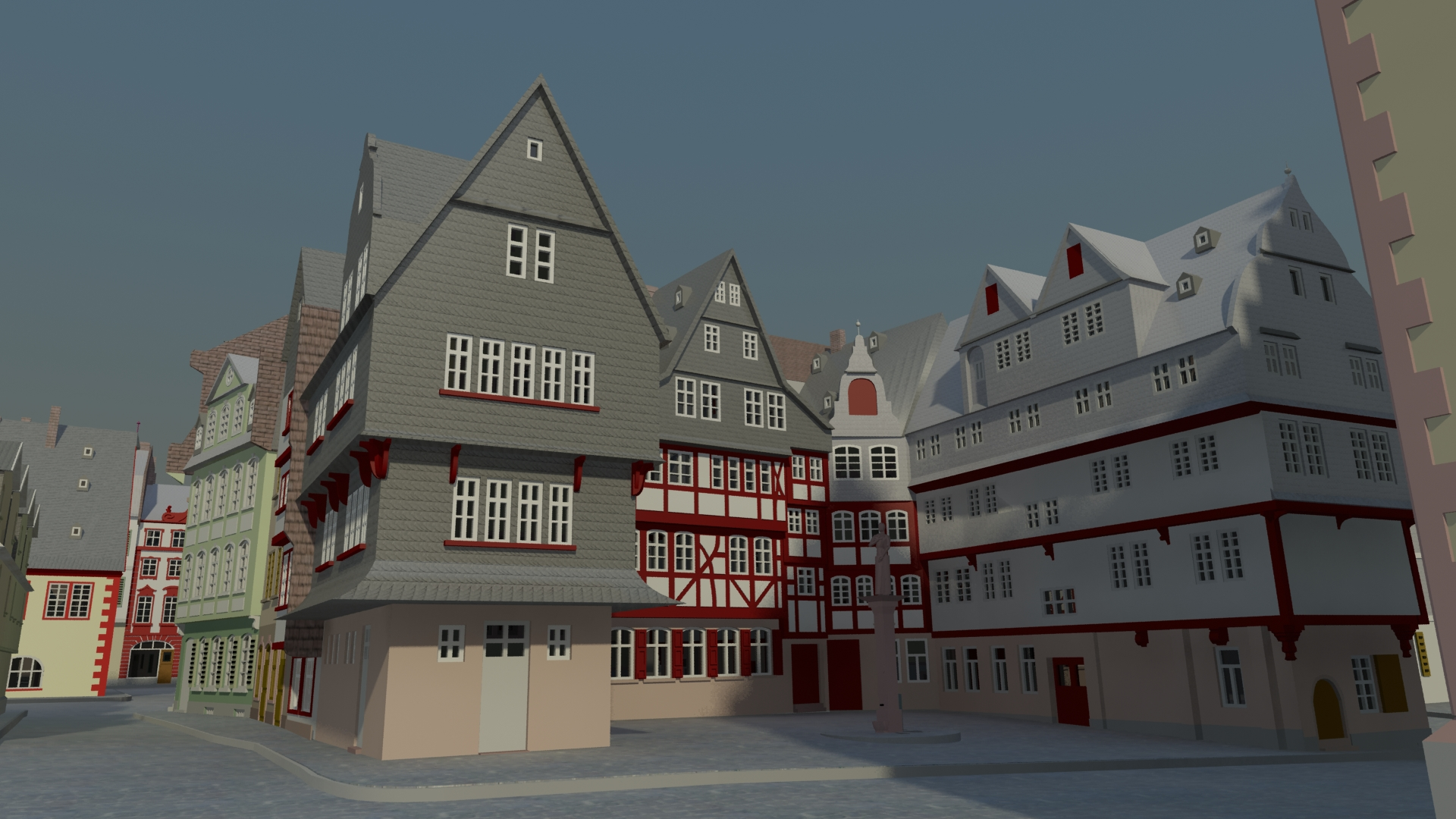
Das Roseneck – eine klassische Alt-Frankfurter Ansicht

Das Projekt Virtuelles Altstadtmodell Frankfurt am Main wurde 2003 von dem Diplom-Geografen Jörg Ott begonnen. Seine Motivation gründete sich vor allem darin, eine im Zweiten Weltkrieg bei den Luftangriffen auf Frankfurt am Main zerstörte Altstadt virtuell wieder aufleben zu lassen und einen Vergleich zum heutigen Zustand zu ermöglichen.
Die Wahl fiel auf Frankfurt am Main, weil hier der Unterschied zwischen Vor- und Nachkriegsbebauung besonders stark ausfällt und die Stadt mit ihrer gebauten Geschichte nach Ansicht Otts radikal gebrochen habe. Darüber hinaus soll das Modell laut Ott Anreiz sein, ein Umdenken in der Architektur- und Innenstadtplanung zu bewirken und bei zukünftigen Projekten die historischen Vorbilder besser vergegenwärtigen zu können.
Alleine die Literatur- und Primärquellenstudien zogen sich über fünf Monate hin, führten aber zu dem Ergebnis, dass eine nahezu vollständige virtuelle Rekonstruktion der Altstadt mit Hilfe moderner Computertechnik möglich ist. Als wichtigste Quelle ergaben sich schnell die vollständig im Archiv des Historischen Museums erhaltenen Skizzenbücher der Gebrüder Treuner, mit denen diese bereits vor dem Zweiten Weltkrieg ihr Miniaturmodell der Altstadt im Maßstab 1:200 bauten. Daneben kamen historische Fotos, Fassadenabwicklungen aus den 1940er Jahren, alte Ansichtskarten und bezüglich der Farbigkeit der Fassaden, die allerdings auch schon in den Treunerschen Skizzenbüchern vermerkt sind, die bekannten Aquarelle von Jupp Berten zum Einsatz.
Anfang November 2003 entstanden zunächst noch ungeordnet die ersten Gebäude (Fassadenabwicklungen Frohnhofstraße, Brückhofstraße, Kleiner Wollgraben) in einem im Vergleich zu heute einfachen Zustand, 2004 der älteste Altstadtteil zwischen Dom und Römer und 2005 das Viertel östlich des Doms und entlang der Fahrgasse.
Nach dem Beschluss der Stadt Frankfurt, das aus den 1970er Jahren stammende Technische Rathaus abzubrechen und die Fläche im Anschluss neu zu bebauen, wurde Ende 2005 ein städtebaulicher Wettbewerb durchgeführt. Aus diesem ging das Architekturbüro KSP Engel und Zimmermann als Sieger hervor. Für seinen zeitgenössischen Entwurf fand es zwar Anerkennung in Fachkreisen, aber nicht in einem Teil der Frankfurter Bevölkerung, der auf dem Gelände die Wiedererrichtung kriegszerstörter Bausubstanz forderte und sich in Initiativen und Vereinen zusammenschloss. An diese wandte sich Ott, um das Ziel eines möglichst originalgetreuen Wiederaufbaus des Dom-Römer-Bereichs mit seinem Modell zu unterstützen.
Auf diesem Wege gelangte das Modell im März 2006 bei einer ersten Pressekonferenz im Historischen Museum in die Öffentlichkeit, wodurch der Baufortschritt in diesem Jahr zurückstehen musste. Im Anschluss wurden immer öfter Renderings des virtuellen Altstadtmodells in der lokalen und regionalen Presse veröffentlicht. Die farbigen Bilder können, teils in Montagen weiter entwickelt, einen wesentlich besseren Eindruck einer etwaigen zukünftigen Bebauung nach historischem Vorbild liefern als historische Schwarz-Weiß-Aufnahmen.
Zusätzlich ergab sich für Ott Ende 2005 die Gelegenheit zur Zusammenarbeit mit dem angehenden Bauingenieur Dominik Mangelmann, der sich im Rahmen seiner Diplomarbeit mit der Machbarkeit einer realen Rekonstruktion von Teilen der Frankfurter Altstadt beschäftigte, was auch dem virtuellen Altstadtmodell zuträglich war. 2006 erfolgte trotz der zeitlichen Einschränkungen die Fertigstellung der zentralen Altstadt zwischen Dom und Römer, sowie mehrere technische Verbesserungen.

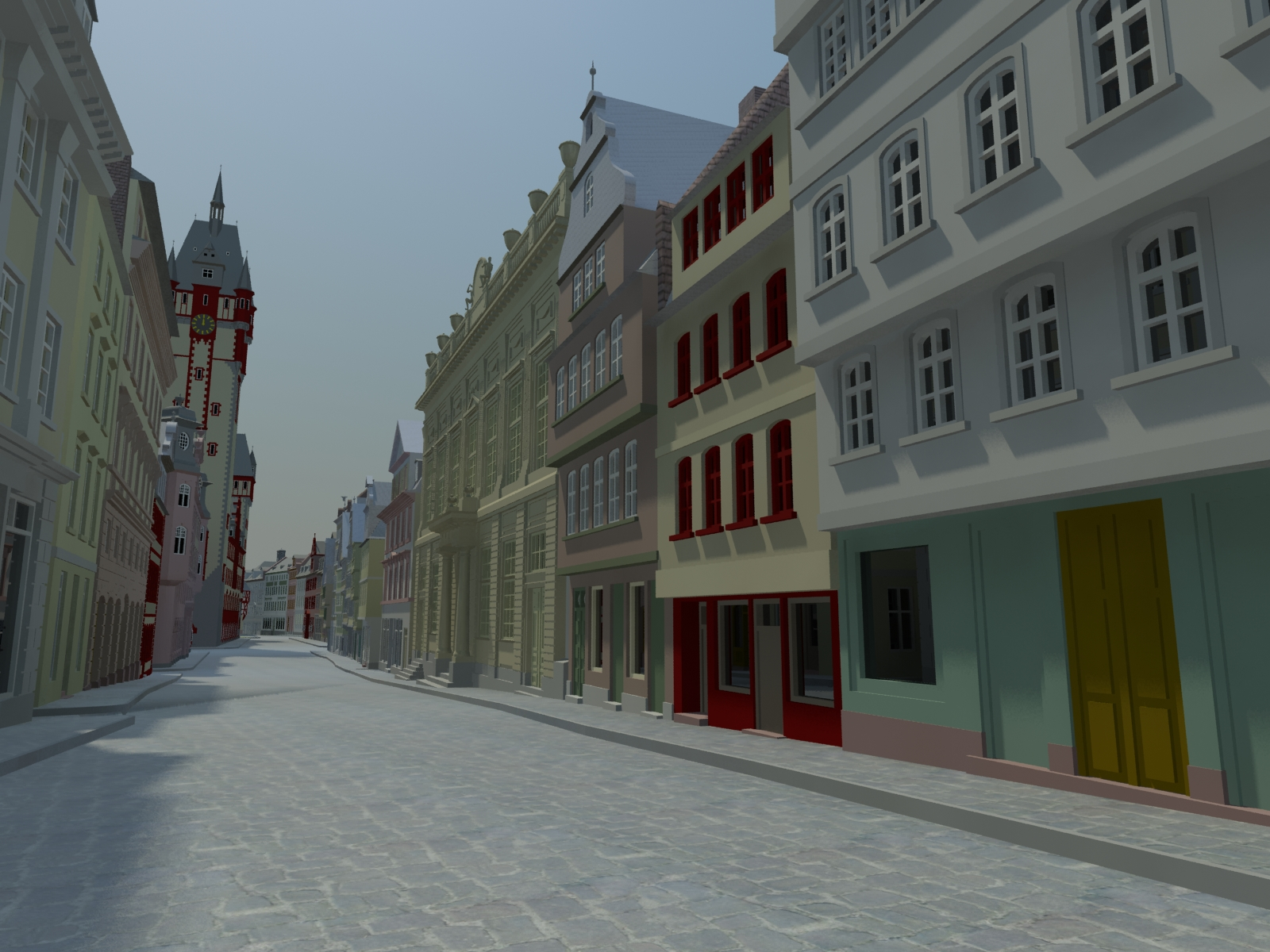
Großer Kornmarkt u. a. mit der Deutsch-reformierten Kirche und den Rathausneubauten im Hintergrund, von Höhe der Kreuzung mit Weißadler- und Großer Sandgasse, nach Süden gesehen

Im folgenden Jahr war das Modell in einem sehr erfolgreichen, mehrfach wiederholten Film des Hessischen Rundfunks mit dem Titel Als Frankfurt 100 Gassen hatte erstmals im Fernsehen und in bewegten Bildern zu sehen. Der Film zeigt einen Durchlauf auf dem Gebiet des bis dahin noch mit dem Technischen Rathaus bebauten Dom-Römer-Areals von der einstigen Gasse Hinter dem Lämmchen über den Hühnermarkt zum Alten Markt und unter dem Roten Haus hindurch in das Metzgerhöfchen.
2008 entstand das Ensemble des Kornmarkts u. a. mit der Deutsch-reformierten Kirche sowie dem Geburtshaus der Lili Schönemann. Weitere große Sakralbauten, darunter das Karmeliterkloster und die Leonhardskirche nahmen erhebliche Zeit in Anspruch. Im selben Jahr vervollständigt wurde auch der nördliche Verlauf der Fahrgasse bis zur Zeil, die klassizistische Mainfront sowie das „Tortenstück“ am östlichen Beginn der Braubachstraße, auf dem heute das Museum für Moderne Kunst steht.
Die bisher größte Veränderung seit seiner Entstehung erfuhr das Modell im Frühjahr 2009, als es vom bisherigen, statischen Lichtmodell auf ein modernes Lichtmodell auf Radiosity-Basis umgestellt wurde. Mit der Anlage des Mains sowie der Vervollständigung einiger Mainbrücken wurden auch Ansichten der Stadt von der Wasserseite aus möglich. An Bauten kamen in diesem Jahr vor allem der neue Rathauskomplex, die Katharinen- und Weißfrauenkirche, das Handwerkerhöfchen hinter dem Fünffingerplätzchen sowie das Bethmannpalais an der vervollständigten Buchgasse hinzu. Auch der Große Hirschgraben mit dem Goethe-Haus und die Liebfrauenkirche konnten fertiggestellt werden.
Aufwändige Quellenstudien im Institut für Stadtgeschichte im Mai 2009 erbrachten zudem das Ergebnis, dass sich auch weite Teile der nördlichen Altstadt jenseits der Schnurgasse bis fast hinauf zu den Grabenstraßen virtuell rekonstruieren lassen. Die grundsätzlichen Modellbauarbeiten, die sich auf den vorgenannten Bereich konzentrierten werden, waren im Februar 2011 abgeschlossen; gleichwohl plant Ott, das Modell mittelfristig um die noch fehlenden Bereiche der Hauptwache und der Zeil zu ergänzen.
Im April 2011 erfolgte die Publikation des Modells im Internet. Dabei nutzt Ott die Technologie des Google-Street-View-Konkurrenten Sightwalk. 1.405 verschaltete 360°-Panoramen, die aus dem Modell gerendert wurden, bilden dabei die Grundlage für einen interaktiven Stadtrundgang. Neben einer „roten Linie“, die den Nutzer an allen Sehenswürdigkeiten vorbeiführt, ist auch eine weitestgehend freie Bewegung in der Altstadt möglich. Die Hintergrundinformationen zu den wichtigsten Sehenswürdigkeiten liefern 125 Videos, die direkt in das Modell eingebunden sind.

## Anspruch

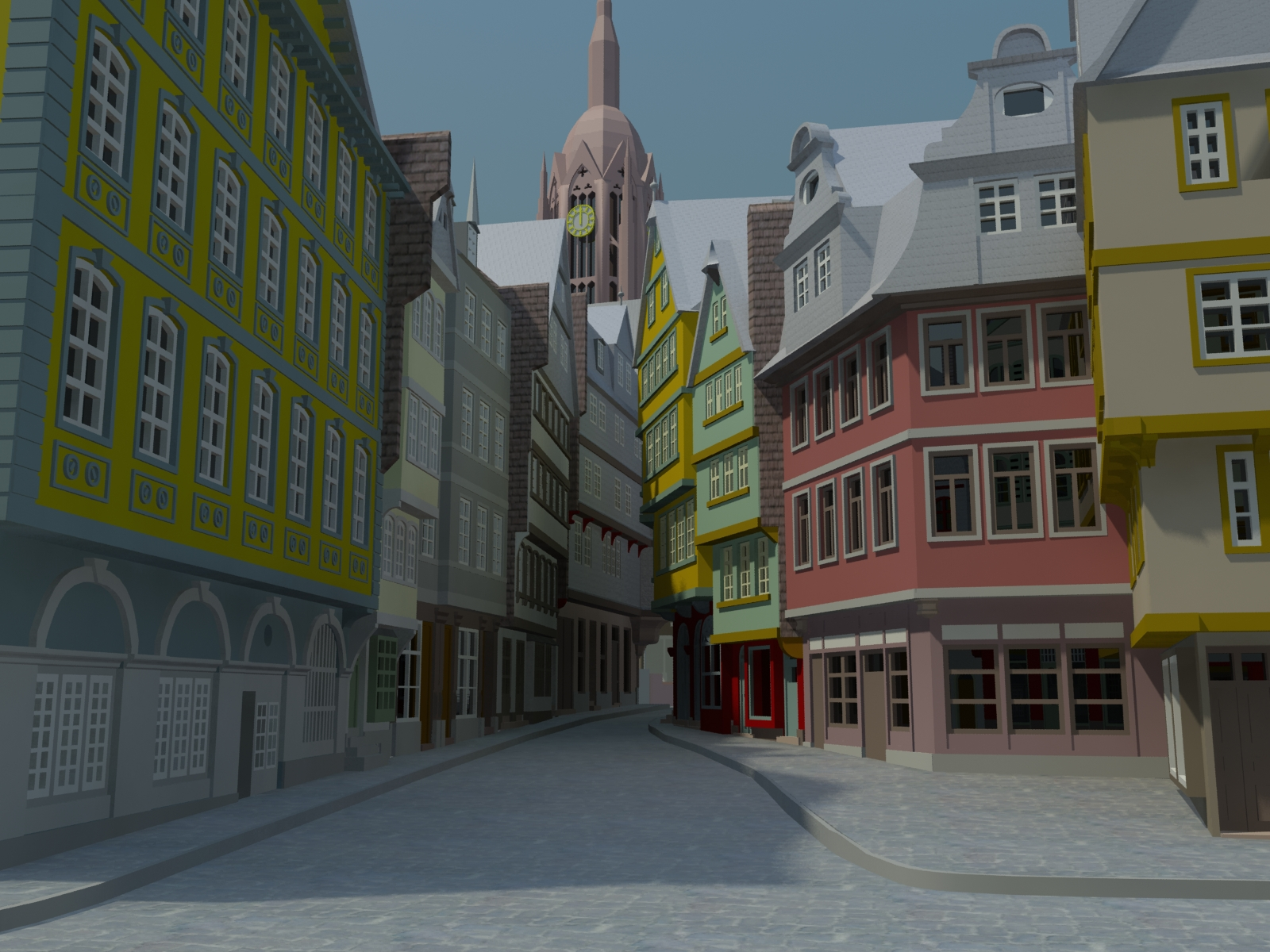
Kannengießergasse mit Dom

Während eine frühe Version keinerlei Texturen besaß, setzte die weiter vorangeschrittene und auch erstmals an die Öffentlichkeit gelangte Fassung Schiefer-, Pflaster-, Himmel- und Ziegelsteintexturen auf den Häusern ein. Der Hausanstrich ist aber keine Textur, sondern eine Standardflächenfarbe.
Seit der Umstellung auf das neue Lichtmodell im Frühjahr 2009 hat sich die Darstellungsqualität von einem zuvor eher comichaften Charakter erheblich entfernt. Viele Szenen haben nun fotorealistischen Charakter, ein weiterer Vorteil ist, dass der Sonnenstand zu verschiedenen Tageszeiten frei gewählt werden kann. Dem neuen Darstellungsverfahren kommt vor allem entgegen, dass das Modell, entgegen vielen anderen Stadtmodellen, nicht auf einer eher einfachen Geometrie mit aufwändigen Texturen basiert. Vielmehr sucht es den gegenteiligen, der Realität ohnehin mehr entsprechenden Ansatz einer vollplastischen Geometrie mit vergleichsweise einfachen Texturen. So ist beispielsweise freigelegtes Fachwerk wirklich ein 3D-Objekt, dessen Ausfachungen einige Zentimeter aus der Fassade heraustreten, und eben keine aufgeblendete, zweidimensionale Textur. Der Aufwand beim Erstellen einzelner Gebäude ist so ungleich höher als beim erstgenannten Verfahren, liefert aber andererseits bereits ohne aufwändige Materialien- und Shadereffekte oder Nachbearbeitung sehr realitätsnahe Bilder.
Die Farbgebung des Modells ist so weit wie aufgrund der Datenlage möglich an den realen Zustand angenähert. Ferner genügt es in seiner Genauigkeit, z. B. des Bodenniveaus auch wissenschaftlichen Ansprüchen. Dies betrifft auch den Umfang: nicht nur die Schauseiten, sondern auch für einen normalen Spaziergänger nicht einsehbare Winkel, Fassaden und Hinterhöfe werden in ihren Details vom Modell weitestgehend wiedergegeben.
Wie Ott betont, soll trotz der merklichen technischen Entwicklung der letzten Jahre noch ablesbar bleiben, dass es sich um ein virtuelles Modell handelt. Es dürfe keinen Ersatz für die ehemalige Altstadt darstellen, sondern lediglich einen „Appetithappen“, um die Menschen dazu zu bringen, sich für die Rekonstruktion des echten, untergegangenen Frankfurter Stadtzentrums zu engagieren. Trotz des vereinfachenden Stils findet man sich sehr schnell in dem Modell zurecht, da die fehlenden Texturen in der hohen Fülle an Details untergehen. Bereits in frühen Versionen des Modells erkannten ehemalige Altstadtbewohner gerenderte Straßen und Plätze schnell wieder, was als Beweis für den Realitätsgrad gelten kann.

## Möglichkeiten
Das virtuelle Altstadtmodell hat gegenüber dem existierenden Treuner-Modell zahlreiche Vorzüge. Im Gegensatz zu diesem ist es problemlos möglich, tatsächlich in die Straßenzüge und Gassen einzutauchen, um den Anblick der Gebäude aus menschlicher Perspektive nachzuvollziehen. Das Modell ermöglicht auch, Ansichten von versteckten Winkeln und Szenerien wiederzugeben, die nie fotografisch festgehalten wurden.
Neben der Anfertigung von einzelnen Bildern ist darüber hinaus die Anfertigung kompletter Filme entlang vordefinierter Bahnen sowie die Produktion virtueller Durchläufe möglich – es lassen sich damit ganze Spaziergänge durch die einstige Altstadt unternehmen.

## Technische Daten (Stand April 2011)
- Verwendete Software: 3D Studio MAX
- Anzahl der visualisierten Häuser: 1.694
- Umfang des Modells: ca. 2,50 GB